# Henri Camara
Henri Camara (10 de maig de 1977) és un exfutbolista senegalès.
L'any 1998 marxà a França on fitxà pel RC Strasbourg, més tard jugà a Suïssa als clubs Neuchâtel Xamax i Grasshopper-Club Zürich, on guanyà el campionat suís l'any 2001. Retornà a França a les files del Sedan abans de marxar a Gran Bretanya. A aquest país jugà a molts clubs. El Wolverhampton Wanderers FC el fitxà l'agost de 2003 per £1.5 milions. En aquest club fou nomenat Jugador de l'any pels seguidors, però després del descens del club no acceptà jugar en una categoria inferior i la temporada següent fou cedit al Celtic, qui en pagà £1.5 milions per la temporada 2004-05. Després fou cedit al Southampton FC. L'agost del 2005 fou fitxat pel Wigan Athletic per £3 milions. Més tard fou cedit novament als clubs West Ham United FC i Stoke City.
Fou internacional amb Senegal i disputà la Copa del Món de 2002 on marcà dos gols. També disputà les Copes d'Àfrica dels anys 2004, 2006 i 2008.